# Campionato mondiale Formula TT 1977
Il Campionato mondiale Formula TT 1977 è la prima edizione del campionato mondiale Formula TT.
Prima edizione di una competizione motociclistica riservata a moto con propulsori derivati dalla serie disputatosi in prova unica durante la settimana di gare del Tourist Trophy dall'11 al 17 giugno 1977.

## Contesto
Al fine di compensare la perdita dello status di gara del Mondiale velocità, le autorità sportive dell'Isola di Man, in collaborazione con l'"Auto-Cycle Union" (l'ente che governa lo sport motociclistico in Gran Bretagna, Isola di Man e Channel Islands) e con l'approvazione della FIM, istituirono il Campionato del Mondo "Formula TT". Il campionato era chiaramente ispirato alle gare americane per derivate di serie e prevedeva la massima libertà di elaborazione per motore e telaio (in pratica erano prototipi col motore derivato dalla serie). La competizione si svolse sul Mountain Circuit dell'Isola di Man, nel Regno Unito ed era suddivisa in tre classi, che gareggiavano separatamente.
La classe regina era la Formula 1, riservata a moto 4 tempi con cilindrata da 600 a 1000 cm³ oppure 2 tempi da 350 a 500 cc, e vide tra i suoi protagonisti molti degli stessi piloti fautori della protesta del 1972 e tra essi Phil Read che aveva giurato che non avrebbe più messo piede all'Isola di Man, ma che cambiò idea dopo aver firmato un contratto con l'importatore britannico della Honda. Il risultato della corsa fu macchiato dalle forti polemiche contro la direzione di gara, che interruppe la competizione dopo quattro dei cinque giri previsti per colpa delle condizioni meteorologiche in peggioramento, quando proprio Phil Read era passato al comando dopo che alla fine del terzo giro Roger Nicholls si era fermato ai box per rifornire di benzina la sua Ducati mentre aveva un vantaggio sullo stesso Read di ben 22 secondi.
A completare il trionfo della Honda vi furono le vittorie di Alan Jackson jr. in Formula 2 (moto a 4 tempi da 401 a 600 cc oppure a 2 tempi da 251 a 350 cc), che si involò verso la vittoria dopo che il rivale Bill Smith si era ritirato durante l'ultimo giro, e di John Kidson in Formula 3 (moto a 4 tempi da 201 a 400 cc oppure a 2 tempi da 126 a 250 cc). Queste due ultime gare si svolsero sulla distanza di quattro giri.

## Risultati
La competizione si svolge sul circuito del Mountain, di ogni gara vengono riportati solo i primi dieci piloti classificati. Dove non indicata la nazionalità si intende pilota britannico.

### TT-Formula 1
(4 giri = 242,8 km, gara interrotta per meteo avverso)
| Pos. | Pilota         | Motocicletta | Tempo             | Velocità media |
| ---- | -------------- | ------------ | ----------------- | -------------- |
| 1    | Phil Read      | Honda        | 1 h 33 min 19,3 s | 97,02 mph      |
| 2    | Roger Nicholls | Ducati       | + 38,7 s          | 96,36          |
| 3    | Ian Richards   | Honda        | + 1 min 26,7 s    | 95,55          |
| 4    | Stan Woods     | Honda        | + 3 min 49,7 s    | 93,20          |
| 5    | Malcolm Lucas  | BSA          | + 5 min 02,1 s    | 92,06          |
| 6    | Michael Hunt   | Laverda      | + 5 min 49,7 s    | 91,32          |
| 7    | Roger Corbett  | Triumph      | + 6 min 32,9 s    | 90,67          |
| 8    | Ian Tomkinson  | BSA          | + 8 min 21,9 s    | 89,05          |
| 9    | John Kirkby    | Laverda      | + 9 min 53,9 s    | 87,72          |
| 10   | John Wilkinson | Suzuki       | + 9 min 59,9 s    | 87,64          |

### TT-Formula 2
(4 giri = 242,8 km, solo otto piloti hanno raggiunto il traguardo)
| Pos. | Pilota            | Motocicletta | Tempo             | Velocità media |
| ---- | ----------------- | ------------ | ----------------- | -------------- |
| 1    | Alan Jackson jr.  | Honda        | 1 h 31 min 08,0 s | 99,36 mph      |
| 2    | Neil Tuxworth     | Honda        | + 1 min 24,6 s    | 97,84          |
| 3    | Denis Casement    | Honda        | + 3 min 50,4 s    | 95,34          |
| 4    | John Crick        | Honda        | + 11 min 23,2 s   | 88,32          |
| 5    | Dennis McMillan   | Triumph      | + 12 min 5*,4 s   | 87,38          |
| 6    | Terry McKane      | Honda        | + 15 min 45,0 s   | 84,72          |
| 7    | Alistair Copeland | Benelli      | + 16 min 44,8 s   | 83,93          |
| 8    | Richard Arain     | Honda        | + 22 min 41,0 s   | 79,56          |

### TT-Formula 3
(4 giri = 242,8 km)
| Pos. | Pilota          | Motocicletta | Tempo             | Velocità media |
| ---- | --------------- | ------------ | ----------------- | -------------- |
| 1    | John Kidson     | Honda        | 1 h 37 min 04,4 s | 93,28 mph      |
| 2    | Brian Peters    | Suzuki       | + 5 min 15,0 s    | 88,49          |
| 3    | Abe Walsh       | Honda        | + 5 min 23,6 s    | 88,37          |
| 4    | Graham Bentman  | Honda        | + 6 min 04,8 s    | 87,78          |
| 5    | Fred Launchbury | Maico        | + 7 min 14,2 s    | 86,83          |
| 6    | Mal Kirwan      | Honda        | + 7 min 53,0 s    | 86,27          |
| 7    | Nev Watts       | Honda        | + 10 min 34,6 s   | 84,11          |
| 8    | Richard Stevens | Yamaha       | + 11 min 27,6 s   | 84,43          |
| 9    | John Riley      | Yamaha       | + 12 min 06,6 s   | 82,98          |
| 10   | Paul Feist      | Yamaha       | + 12 min 26,6 s   | 82,68          |